# 新斯帕斯科耶 (烏里揚諾夫斯克州)
新斯帕斯科耶（羅馬化：Novospasskoye）是俄罗斯乌里扬诺夫斯克州的市级镇，为该州新斯帕斯科耶区行政中心及规模最大聚居地，也是该区唯一的一座市级镇。地处乌里扬诺夫斯克州南部，位于伏尔加河流域瑟兹兰卡河（Сызранка）河畔，在州府乌里扬诺夫斯克西南方，东距乌里扬诺夫斯克州与萨马拉州州界约25公里（通过公路）。附近较大城市有瑟兹兰。
镇内设有同名铁路车站，位于奔萨－瑟兹兰线上。M5公路（乌拉尔公路）从该镇南侧经过。
该地2022年人口有10,454人；2010年人口11,075；2002年人口11,038；1989年人口9,915。